# دومنیک دروپسی
دومنیک دروپسی (فرانسوی: Dominique Dropsy‎; ۹ دسامبر ۱۹۵۱ – ۷ اکتبر ۲۰۱۵) بازیکن فوتبال اهل فرانسه بود.
از باشگاه‌هایی که در آن بازی کرده‌است می‌توان به باشگاه فوتبال استراسبورگ، باشگاه فوتبال بوردو، و باشگاه فوتبال والنسین اشاره کرد.
وی همچنین در تیم ملی فوتبال فرانسه بازی کرده‌است.